# 1975 no desporto

## Automobilismo
- 12 de janeiro - Emerson Fittipaldi vence o GP da Argentina e começa o campeonato na liderança. A prova marca a estreia da Escuderia Fittipaldi, a equipe brasileira e tendo Wilsinho Fittipaldi ao volante do Copersucar FD01 #30.[1]
- 26 de janeiro - José Carlos Pace vence o GP do Brasil e Emerson Fittipaldi em 2º lugar. É a única vitória na carreira de Pace e a primeira dobradinha brasileira na Fórmula 1. Wilsinho Fittipaldi termina em 13º lugar com o seu Fitti.[2]
- 27 de abril - O alemão Jochen Mass vence o GP da Espanha, Montjuïc Park, e a italiana Lella Lombardi terminou em 6º lugar e marcou 0.5 ponto, tornando-se a primeira mulher a pontuar na F-1. A corrida estava prevista para ter 75 voltas, mas foi interrompida e depois encerrada com 29 voltas (e metade dos pontos são concedidos do vencedor até o 6º lugar) devido ao acidente pelo carro pilotado pelo alemão Rolf Stommelen, que voou na direção da arquibancada em frente ao hoje estádio olímpico e infelizmente matou cinco espectadores. Emerson Fittipaldi não disputou a corrida por causa da falta de segurança no circuito espanhol.[3][4][5]
- 19 de julho - Emerson Fittipaldi vence o GP da Grã-Bretanha, em Silverstone, sua 14ª e última vitória na Fórmula 1. Por causa da chuva (e como mais de 75% da voltas foram completadas, os pilotos pontuaram de forma íntegra do vencedor até o 6º lugar), a prova foi encerrada com 56 voltas (das 67 programada), depois de um engavetamento de sete carros quando faltavam dez voltas para o final, causando ferimentos leves em alguns pilotos. José Carlos Pace terminou em 2º lugar, a segunda dobradinha brasileira na categoria.[6]
- 7 de setembro - Niki Lauda termina em 3º lugar o GP da Itália, Monza, e torna-se campeão mundial de Fórmula 1 pela primeira vez com uma prova de antecedência.[7]

## Ciclismo
- 20 de julho - Bernard Thévenet (França) vence a 62ª edição da Volta à França.[8]

## Futebol
- 15 de junho - Aos 34 anos, Pelé estreia no New York Cosmos, de Nova Iorque, nos Estados Unidos. Ele estreia em um amistoso diante do Dallas Tornado, de Manhattan. O jogo foi televisionado pela rede norte-americana CBS para todo o território americano e outros 30 países, com 300 jornalistas fazendo a cobertura daquele que se tornou um grande evento do esporte mundial. O estádio Downing estava lotado, com 21.278 torcedores que compareceram ao "Downing Stadium". No jogo, o Cosmos começou perdendo por 2 a 0 no primeiro tempo, mas no segundo tempo, Pelé participou do primeiro gol da equipe e foi o autor do empate na partida terminada em 2 a 2.[9][10]
- 15 de novembro - Fundação da Sociedade Esportiva do Gama, importante clube de futebol do Distrito Federal.
- 14 de dezembro - O Internacional vence o Cruzeiro por 1 a 0 no Beira-Rio, e é campeão brasileiro pela primeira vez, assim como o primeiro título do Rio Grande do Sul.[11]

## Tênis
- 7 de setembro - Martina Navratilova, campeã tcheca de tênis, deserta e pede asilo político aos Estados Unidos.[12]

## Xadrez
- 3 de abril - Bobby Fischer recusa-se a jogar contra Anatoly Karpov, o que dá a Karpov o título de campeão do mundo de xadrez.[13]

## Nascimentos
| Data            | Nome                     | Profissão                       | Nacionalidade                        | Observações | Ref           |
| --------------- | ------------------------ | ------------------------------- | ------------------------------------ | ----------- | ------------- |
| 2 de janeiro    | Oleksandr Shovkovsky     | futebolista                     | Ucrânia                              |             |               |
| 8 de janeiro    | Elena Grushina           | patinadora artística            | Ucrânia                              |             |               |
| 8 de janeiro    | Rubens Júnior            | futebolista                     | Brazil                               |             |               |
| 20 de janeiro   | Norberto Fontana         | automobilista                   | Argentina                            |             |               |
| 21 de janeiro   | Yuji Ide                 | automobilista                   | Japão                                |             |               |
| 25 de janeiro   | Tim Montgomery           | atleta, velocista               | Estados Unidos                       |             |               |
| 28 de janeiro   | Susana Feitor            | atleta, marchadora              | Portugal                             |             |               |
| 29 de janeiro   | Galit Chait              | patinadora artística            | Israel                               |             |               |
| 2 de fevereiro  | José Luís Cardoso        | motociclista                    | Spain                                |             |               |
| 4 de fevereiro  | Siegfried Grabner        | snowboarder                     | Áustria                              |             |               |
| 5 de fevereiro  | Giovanni van Bronckhorst | futebolista                     | Países Baixos                        |             |               |
| 7 de fevereiro  | Yelizaveta Tishchenko    | jogadora de vôlei               | Rússia                               |             |               |
| 8 de fevereiro  | Clarence Acuña           | futebolista                     | Chile                                |             |               |
| 18 de fevereiro | Gary Neville             | futebolista                     | Inglaterra                           |             |               |
| 21 de fevereiro | Richard Morales          | futebolista                     | Uruguai                              |             |               |
| 26 de fevereiro | Radka Kovaříková         | patinadora artística            | Chéquia                              |             |               |
| 2 de março      | Noriyuki Haga            | motociclista                    | Japão                                |             |               |
| 5 de março      | Luciano Burti            | automobilista e comentarista    | Brazil                               |             |               |
| 9 de março      | Roy Makaay               | futebolista                     | Países Baixos                        |             |               |
| 9 de março      | Juan Sebastián Verón     | futebolista                     | Argentina                            |             |               |
| 12 de março     | Edgaras Jankauskas       | futebolista                     | Lituânia                             |             |               |
| 12 de março     | Egidijus Juška           | futebolista                     | Lituânia                             |             |               |
| 15 de março     | Veselin Topalov          | enxadrista                      | Bulgária                             |             |               |
| 18 de março     | Luiz Fabiano de Souza    | futebolista                     | Brazil                               |             |               |
| 22 de março     | Alberto Valentim         | futebolista e treinador         | Brazil                               |             |               |
| 28 de março     | Iván Helguera            | futebolista                     | Espanha                              |             |               |
| 29 de março     | Óscar Javier Morales     | futebolista                     | Uruguai                              |             |               |
| 1 de abril      | Washington               | futebolista                     | Brazil                               |             |               |
| 8 de abril      | Oksana Kazakova          | patinadora artística            | Rússia                               |             |               |
| 9 de abril      | Robbie Fowler            | futebolista                     | Inglaterra                           |             |               |
| 13 de abril     | Jasey-Jay Anderson       | snowboarder                     | Canadá                               |             |               |
| 13 de abril     | Tatiana Navka            | patinadora artística            | Rússia                               |             |               |
| 14 de abril     | Anderson Silva           | artes marciais mistas e boxe    | Brasil                               |             |               |
| 15 de abril     | Paul Dana                | automobilista                   | Estados Unidos                       | m. 2006     | [ 14 ]        |
| 16 de abril     | Flávio Canto             | judoca                          | Brasil                               |             |               |
| 17 de abril     | Stefano Fiore            | futebolista                     | Itália                               |             |               |
| 19 de abril     | Townsend Bell            | automobilista                   | Estados Unidos                       |             |               |
| 19 de abril     | Jussi Jääskeläinen       | futebolista                     | Finlândia                            |             |               |
| 22 de abril     | Greg Moore               | automobilista                   | Canadá                               | m. 1999     | [ 15 ]        |
| 24 de abril     | Raymond Kalla            | futebolista                     | Camarões                             |             |               |
| 29 de abril     | Fábio Luciano            | futebolista                     | Brazil                               |             |               |
| 30 de abril     | Darren Manning           | automobilista                   | Inglaterra                           |             |               |
| 1 de maio       | Marc-Vivien Foé          | futebolista                     | Camarões                             | m. 2003     | [ 16 ]        |
| 1 de maio       | Christian Manfredini     | futebolista                     | Itália · Costa do Marfim (nasc.)     |             |               |
| 1 de maio       | Alexey Smertin           | futebolista                     | Rússia                               |             |               |
| 2 de maio       | David Beckham            | futebolista                     | Inglaterra                           |             |               |
| 8 de maio       | Gastón Mazzacane         | automobilista                   | Argentina                            |             |               |
| 10 de maio      | Hélio Castroneves        | automobilista                   | Brazil                               |             |               |
| 14 de maio      | Bill Tchato              | futebolista                     | Camarões                             |             |               |
| 15 de maio      | Sergei Sakhnovski        | patinador artístico             | Israel                               |             |               |
| 17 de maio      | Galego                   | futebolista                     | Brazil                               |             |               |
| 20 de maio      | Ralph Firman             | automobilista                   | Inglaterra                           |             |               |
| 22 de maio      | Frantz Kruger            | atleta, lançador de disco       | África do Sul · Finlândia (nasc.)    |             |               |
| 8 de junho      | Sarah Abitbol            | patinadora artística            | França                               |             |               |
| 9 de junho      | Otto Addo                | futebolista                     | Gana                                 |             |               |
| 17 de junho     | Shoji Jo                 | futebolista                     | Japão                                |             |               |
| 18 de junho     | Aleksandrs Koļinko       | futebolista                     | Letônia                              |             |               |
| 19 de junho     | Oksana Chusovitina       | ginasta                         | Alemanha · União Soviética (nasc.)   |             |               |
| 25 de junho     | Albert Costa             | tenista                         | Spain                                |             |               |
| 25 de junho     | Vladimir Kramnik         | enxadrista                      | Rússia                               |             |               |
| 30 de junho     | Ralf Schumacher          | automobilista                   | Alemanha                             |             |               |
| 5 de Julho      | Hernán Crespo            | futebolista                     | Argentina                            |             |               |
| 6 de julho      | Jane Karla               | atleta                          | Brasil                               |             |               |
| 7 de julho      | Olga Medvedtseva         | biatleta                        | Rússia                               |             |               |
| 8 de julho      | Régis Laconi             | motociclista                    | França                               |             |               |
| 13 de julho     | Mauricio Pineda          | futebolista                     | Argentina                            |             |               |
| 14 de julho     | Amy Acuff                | atleta, saltadora em altura     | Estados Unidos                       |             |               |
| 14 de julho     | Derlei                   | futebolista                     | Brazil                               |             |               |
| 17 de julho     | Alexander Georgiev       | jogador de damas                | Rússia                               |             |               |
| 17 de julho     | Evgenia Artamonova       | jogadora de vôlei               | Rússia                               |             |               |
| 20 de julho     | Rodolfo Arruabarrena     | futebolista                     | Argentina                            |             |               |
| 23 de julho     | Alessio Tacchinardi      | futebolista                     | Itália                               |             |               |
| 25 de julho     | Kenny Roberts, Jr.       | motociclista                    | Estados Unidos                       |             |               |
| 29 de julho     | Yoshihiro Akiyama        | artes marciais e judô           | Japão                                |             |               |
| 9 de agosto     | Rodrigo Mendes           | futebolista                     | Brazil                               |             |               |
| 13 de agosto    | Marina Anissina          | patinadora artística            | França · Rússia (nasc.)              |             |               |
| 15 de agosto    | Yoshikatsu Kawaguchi     | futebolista                     | Japão                                |             |               |
| 17 de agosto    | İlhan Mansız             | futebolista                     | Turquia · Alemanha Ocidental (nasc.) |             |               |
| 17 de agosto    | Luigi Mastrangelo        | jogador de volei                | Itália                               |             |               |
| 23 de agosto    | Gustavo                  | jogador de vôlei                | Brazil                               |             |               |
| 24 de agosto    | Rinaldo Santos           | futebolista                     | Brazil                               |             |               |
| 5 de setembro   | George Boateng           | futebolista                     | Gana                                 |             |               |
| 7 de setembro   | Norick Abe               | motociclista                    | Japão                                | m. 2007     | [ 17 ] [ 18 ] |
| 9 de setembro   | Andrei Solomatin         | futebolista                     | Rússia                               |             |               |
| 9 de setembro   | Dorota Siudek            | patinadora artística            | Polónia                              |             |               |
| 12 de setembro  | Evanílson                | futebolista                     | Brazil                               |             |               |
| 16 de setembro  | Armando Sá               | futebolista                     | Moçambique                           |             |               |
| 16 de setembro  | Carlos Pardo             | automobilista                   | México                               | m. 2009     |               |
| 17 de setembro  | Jimmie Johnson           | automobilista                   | Estados Unidos                       |             |               |
| 19 de setembro  | Laurenţiu Reghecampf     | futebolista                     | Roménia                              |             |               |
| 20 de setembro  | Juan Pablo Montoya       | automobilista                   | Colômbia                             |             |               |
| 21 de setembro  | Acelino "Popó" Freitas   | pugilista                       | Brazil                               |             |               |
| 28 de setembro  | Valérien Ismaël          | futebolista                     | França                               |             |               |
| 29 de setembro  | Albert Celades           | futebolista                     | Espanha · Andorra (nasc.)            |             |               |
| 4 de outubro    | Cristiano Lucarelli      | futebolista                     | Itália                               |             |               |
| 5 de outubro    | Carlos Calado            | atleta, saltador em comprimento | Portugal                             |             |               |
| 9 de outubro    | Mark Viduka              | futebolista                     | Austrália                            |             |               |
| 15 de outubro   | Serginho                 | jogador de volei                | Brazil                               |             |               |
| 21 de outubro   | Henrique Hilário         | futebolista                     | Portugal                             |             |               |
| 22 de outubro   | Míchel Salgado           | futebolista                     | Spain                                |             |               |
| 27 de outubro   | Predrag Drobnjak         | jogador de basquete             | Montenegro                           |             |               |
| 12 de novembro  | Dario Šimić              | futebolista                     | Croácia                              |             |               |
| 24 de novembro  | Lee Wan Wah              | jogador de badminton            | Malásia                              |             |               |
| 26 de novembro  | Patrice Lauzon           | patinador artístico             | Canadá                               |             |               |
| 26 de novembro  | Ronaldo Angelim          | futebolista                     | Brazil                               |             |               |
| 30 de novembro  | Ben Thatcher             | futebolista                     | País de Gales                        |             |               |
| 30 de novembro  | Ivica Dragutinović       | futebolista                     | Sérvia                               |             |               |
| 30 de novembro  | Rosey Fletcher           | snowboarder                     | Estados Unidos                       |             |               |
| 1 de dezembro   | Mario Domínguez          | automobilista                   | México                               |             |               |
| 5 de dezembro   | Aleksander Knavs         | futebolista                     | Eslovênia                            |             |               |
| 17 de dezembro  | André Heller             | jogador de volei                | Brazil                               |             |               |
| 26 de dezembro  | Marcelo Ríos             | tenista                         | Chile                                |             |               |
| 27 de dezembro  | Jaqueline Mourão         | ciclista, esquiadora e biatleta | Brasil                               |             |               |
| 27 de dezembro  | Aigars Fadejevs          | corredor                        | Letônia                              |             |               |
| 30 de dezembro  | Tiger Woods              | golfista                        | Estados Unidos                       |             |               |

## Mortes
| Data           | Nome              | Profissão            | Nacionalidade  | Observações | Ref    |
| -------------- | ----------------- | -------------------- | -------------- | ----------- | ------ |
| 22 de abril    | Willy Böckl       | patinador artístico  | Áustria        | n. 1893     |        |
| 30 de maio     | Steve Prefontaine | atleta               | Estados Unidos | n. 1951     |        |
| 5 de junho     | Paul Keres        | enxadrista           | Estónia        | n. 1916     |        |
| 12 de agosto   | Werner Rittberger | patinador artístico  | Alemanha       | n. 1891     |        |
| 29 de novembro | Graham Hill       | piloto de fórmula 1  | Reino Unido    | n. 1929     | [ 19 ] |
| 7 de dezembro  | Beatrix Loughran  | patinadora artística | Estados Unidos | n. 1900     |        |